# Санта-Крус (річка в Аргентині)
Са́нта-Крус (ісп. Santa Cruz) — річка в аргентинській провінції Санта-Крус.
Витік розташований в місці злиття озер В'єдма і Архентіно, що мають льодовикове походження та розташовані на території національного парку Лос-Гласьярес. Тече 385 км на схід до Атлантичного океану,  де впадає в глибокий лиман, який вона розділяє з річкою Чико. З притоками довжина становить 543 км. Річка важлива для економіки регіону та використовується для іригації і виробництва електроенергії.
2015 року на річці розпочалося будівництво комплексу ГЕС Ла-Барранкоса — Кондор-Кліфф, який має стати третьою за потужністю електростанцією цього типу в Аргентині.
| Аргентина | Це незавершена стаття з географії Аргентини. Ви можете допомогти проєкту, виправивши або дописавши її. |